# Vidrio andaluz
El vidrio andaluz fue una de las principales modalidades de las artes decorativas en Andalucía, España, desde finales de la Edad Media hasta el siglo xvii.

## Historia
En el territorio de la actual Andalucía hay constancia de la producción de vidrio hueco en época romana. Sin embargo, la fabricación de vidrio destacó especialmente en esta comunidad desde finales de la Edad Media hasta el siglo xvii, período en el que alcanzó un alto nivel de calidad artística. Los principales talleres estaban en Castril, Puebla de Don Fadrique y Venta Quemada, en la provincia de Granada; María, en la provincia de Almería; y Bailén, en la provincia de Jaén.
El vidrio elaborado solía ser de color verde en diversas tonalidades. Su principal influencia provenía del arte hispanomusulmán y, desde el siglo xv, del vidrio veneciano. Era un vidrio bastante ornamentado, con decoración de hilos y pastillas aplicados y moldeados con pinzas en diferentes formas, como espirales, puntas, crestas, etc.
La mayor parte de la producción consistía en objetos de uso corriente, como vasos, botellas, cuencos, jarros, porrones, almerrajas, etc. Un producto típico eran los llamados «vasos de faldriquera», de sección elíptica y con asas. También se hacían obras más elaboradas, entre las que destacaban las redomas de peregrino, los cestos calados y un tipo de vasija propio de esta región, basado en el ánfora pero con una forma que recuerda las lámparas de mezquita, con un cuello delgado en su parte inferior y muy abocinado en la superior, y con dos, cuatro u ocho asas en torno al cuello. Algunos ejemplares se conservan en el palacio de Oriente de Madrid y en el Victoria & Albert Museum de Londres.